# Leucophyllum frutescens
Espèce
Classification APG III (2009)
Leucophyllum frutescens, parfois appelée Sauge du désert ou Sauge du Texas, est une plante à fleurs de la famille des Scrophulariaceae, originaire des déserts du sud-ouest des États-Unis et du nord du Mexique. Du point de vue de la systématique, le nom vernaculaire de sauge prête à confusion dans la mesure où le genre Leucophyllum n'a aucune relation avec le genre Salvia. 

## Description morphologique

### Appareil végétatif
Leucophyllum frutescens est un arbuste compact. Il possède les feuilles couvertes de poils argentés, ce qui confère à l'ensemble une couleur gris-vert, gris-bleu ou glauque. C'est une plante pérenne et sempervirente. Les feuilles, d'environ 2,5 cm de long, sont quasiment ovales, avec une base fuselée, allongée.

### Appareil reproducteur
La floraison survient surtout entre juin et novembre, mais peut survenir à n'importe quel mois de l'année. 
Les fleurs apparaissent au niveau de bourgeons axillaires ; elles sont d'une brillante couleur mauve, parfois plus claire (rose, voire blanc rosé). La corolle, de 2 à 2,5 cm de long et autant de large présente une symétrie bilatérale. Elle a une forme d'entonnoir, avec 5 pétales partiellement soudés, aux extrémités formant des lobes arrondis (les 3 situés vers le bas possèdent des poils sur la face interne). Les étamines sont au nombre de 5. 
Le fruit est une petite capsule.

## Répartition et habitat
Leucophyllum frutescens pousse dans les plaines rocailleuses calcaires, les chaparrals ou les déserts du sud du Texas (États-Unis) ou du nord du Mexique, généralement sur les pentes d'une colline, d'une ravine, d'un fossé ou autre dépression du terrain.
Il préfère les sols secs et bien drainés. Il demande peu d'eau et un sol pauvre ; l'humidité, un amendement du sol ou des températures nocturnes trop élevées peuvent lui être fatals. Il résiste assez bien à de fortes températures diurnes ou à de faibles températures nocturnes.

## Rôle écologique
Bien qu'il ne soit pas utilisé comme pâturage, Leucophyllum frutescens présente d'autres avantages écologiques. Ses fleurs, productrices de nectar, sont visitées par les insectes butineurs. Son feuillage fournit un abri pour la faune et peut servir de site de nidification aux oiseaux. Il est aussi l'hôte de deux espèces de papillons, Thessalia theona et le bombyx calleta (Eupackardia calleta), dont les chenilles se nourriront des feuilles de l'arbuste.

## Taxinomie
Cet arbuste est parfois appelé Terania frutescens, car c'est sous ce nom que l'espèce a été décrite en 1832 par le naturaliste français Jean-Louis Berlandier dans "Memorias de la Comision de Limites". Elle a été rebaptisée Leucophyllum frutescens par le botaniste américain Ivan Murray Johnston en 1924.

## Leucophyllum frutescenset l'homme
Cette plante est parfois utilisée comme haie sous climat chaud et sec. Elle a un intérêt commercial, et des sélections ont été réalisées pour obtenir divers cultivars. Lorsqu'elle est cultivée, elle a tendance à être plus malingre et moins florifère que dans la nature ; ceci est minimisé par une taille régulière des bourgeons terminaux.
Elle est susceptible de contracter la pourriture des racines du coton (maladie provoquée par un champignon, Phymatotrichum omnivorum).
L'espèce Leucophyllum frutescens est recommandée pour remplacer des espèces ornementales devenues envahissantes en Amérique du Nord, comme l'Acacia jaune ou Caraganier de Sibérie (Caragana arborescens), le Troène du Japon (Ligustrum japonicum), et le Bambou céleste ou Bambou sacré (Nandina domestica).